# Reyer Venezia Femminile 1945-1946
La stagione 1945-1946 della Reyer Venezia Mestre Femminile è stata la prima disputata in Divisione Nazionale dopo la guerra.
La società veneziana ha vinto le eliminatorie veneziane, ha vinto la semifinale Nord A e si è laureata campione d'Alta Italia dopo aver vinto gli spareggi. Il titolo è rimasto non aggiudicato, ma la Lega lo riconosce comunque nel suo albo d'oro.

## Verdetti stagionali
Competizioni nazionali
- Divisione Nazionale:

finali Nord: 1º posto su 4 squadre (4-1).

## Rosa
| Giocatrici |
| ---------- |

| N° | Naz.              | Ruolo | Sportivo    | Anno | Alt. |  |
| -- | ----------------- | ----- | ----------- | ---- | ---- |  |
|    | Italia (bandiera) |       | Bonato      |      |      |  |
|    | Italia (bandiera) |       | Borin       |      |      |  |
|    | Italia (bandiera) |       | Campanini   |      |      |  |
|    | Italia (bandiera) |       | Anna Maso   |      |      |  |
|    | Italia (bandiera) |       | Merlo       |      |      |  |
|    | Italia (bandiera) |       | Scoccimarro |      |      |  |
|    | Italia (bandiera) |       | Rina Zane   |      |      |  |

| Staff tecnico             |
| ------------------------- |
| Allenatore: Amerigo Penzo |